# Melampsora laricis-populina
Melampsora laricis-populina là một loài Urediniomycetes trong họ Melampsoraceae. Loài này được Klebahn miêu tả khoa học đầu tiên năm.
Đây là loài gây hại của các cây trong chi Populus, phát triển phổ biến ở Trung Quốc.